# Vieux pont de Balizy
Le Vieux pont de Balizy ou pont des Templiers est un pont destiné au franchissement du Rouillon, dans le département de l'Essonne en Île-de-France. Il s'agirait du plus vieux pont d'Ile-de-France.

## Localisation
Le vieux pont de Balizy est situé sur la commune de Longjumeau et franchit le Rouillon, affluent de l'Yvette.

## Histoire

### La commanderie de Balizy
Le pont est construit au XIIIe siècle ; la commanderie de Balizy est elle érigée à partir de juin 1288. 
La commanderie fait l'objet d'un relevé de la chapelle, de la maison et de la ferme à la Révolution puis est détruite, le pont en est le seul vestige.

### Redécouverte et restauration
Le pont tombe dans l'oubli et est retrouvé seulement en 1930 par un historien local.  
L'édifice fait l'objet d'une inscription comme monument historique depuis le 11 octobre 1930. Cependant, sa restauration débute seulement en 1967 sous l'égide de l'association Renaissance et Culture de Longjumeau.
Une croix gravée est découverte par des ouvriers en 1974. Le site alentour est un site classé par arrêté du 24 août 1976.

## Caractéristiques
L'édifice possède deux enjambées à trois arches, une principale et deux secondaires. 

La croix présente sur une pierre de la grande arche est une croix potencée ou une croix de Jérusalem. Elle mesure 17 cm de long pour 16,5 cm de haut.

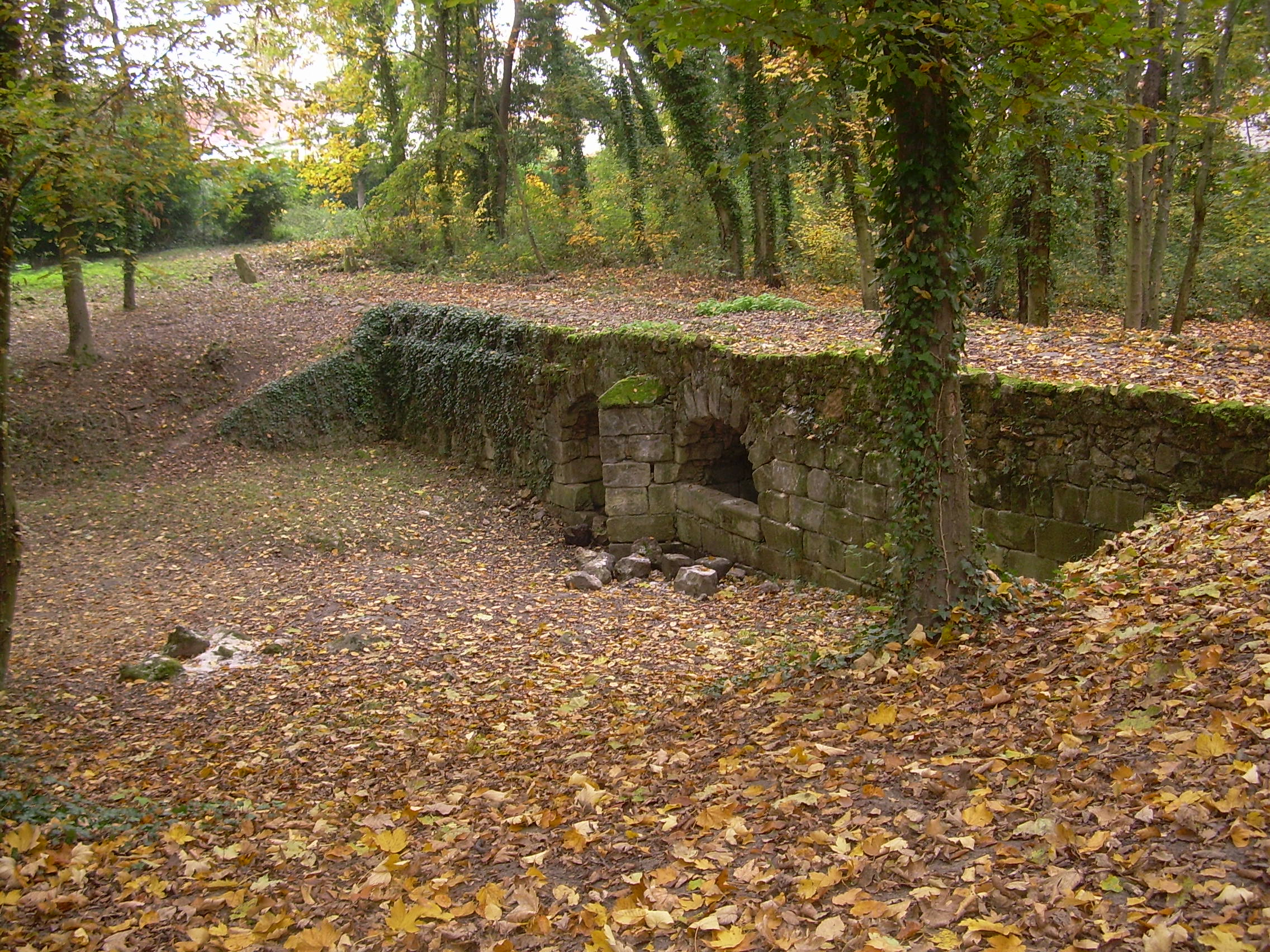
Arches secondaires
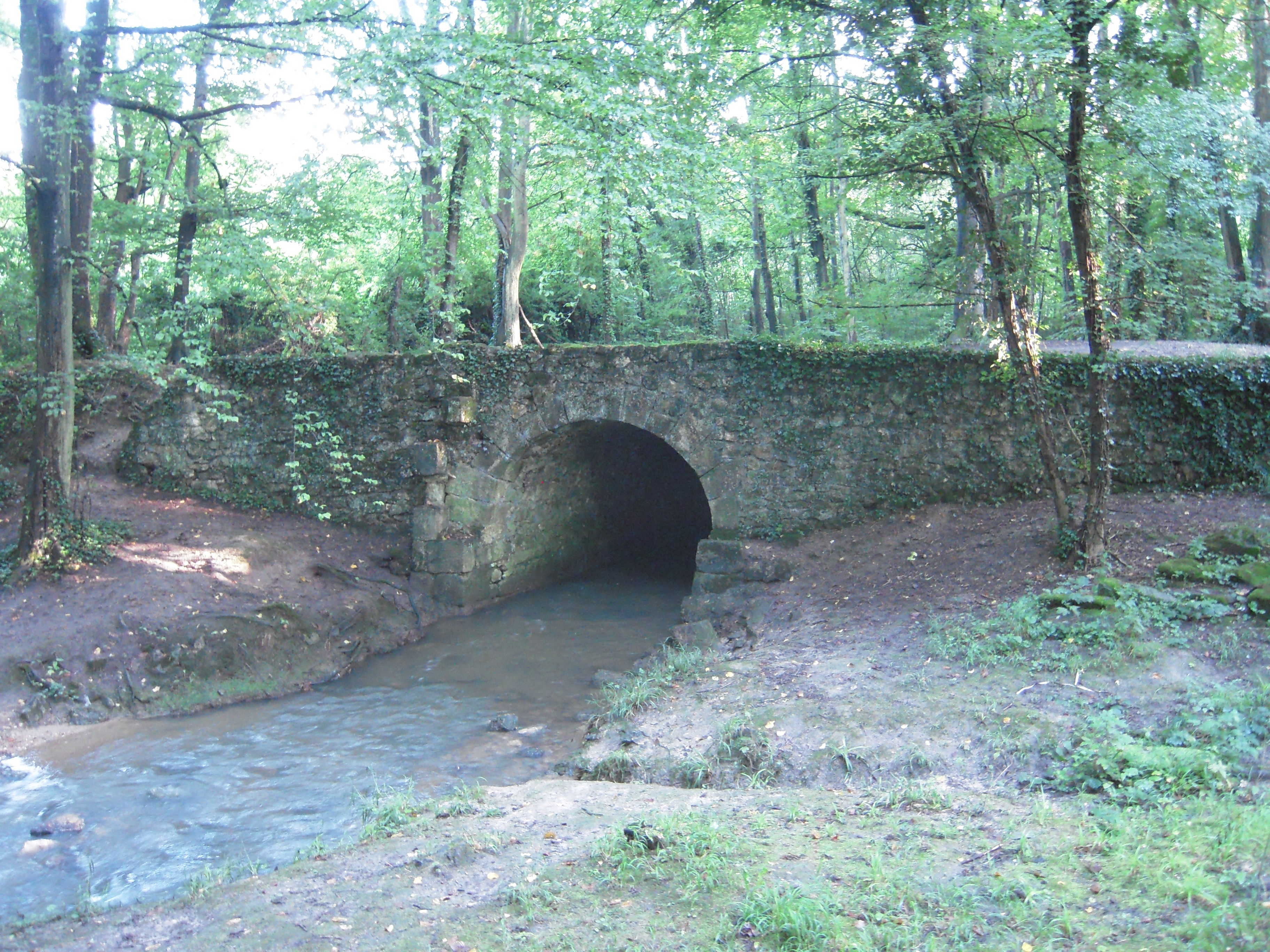
Arche principale
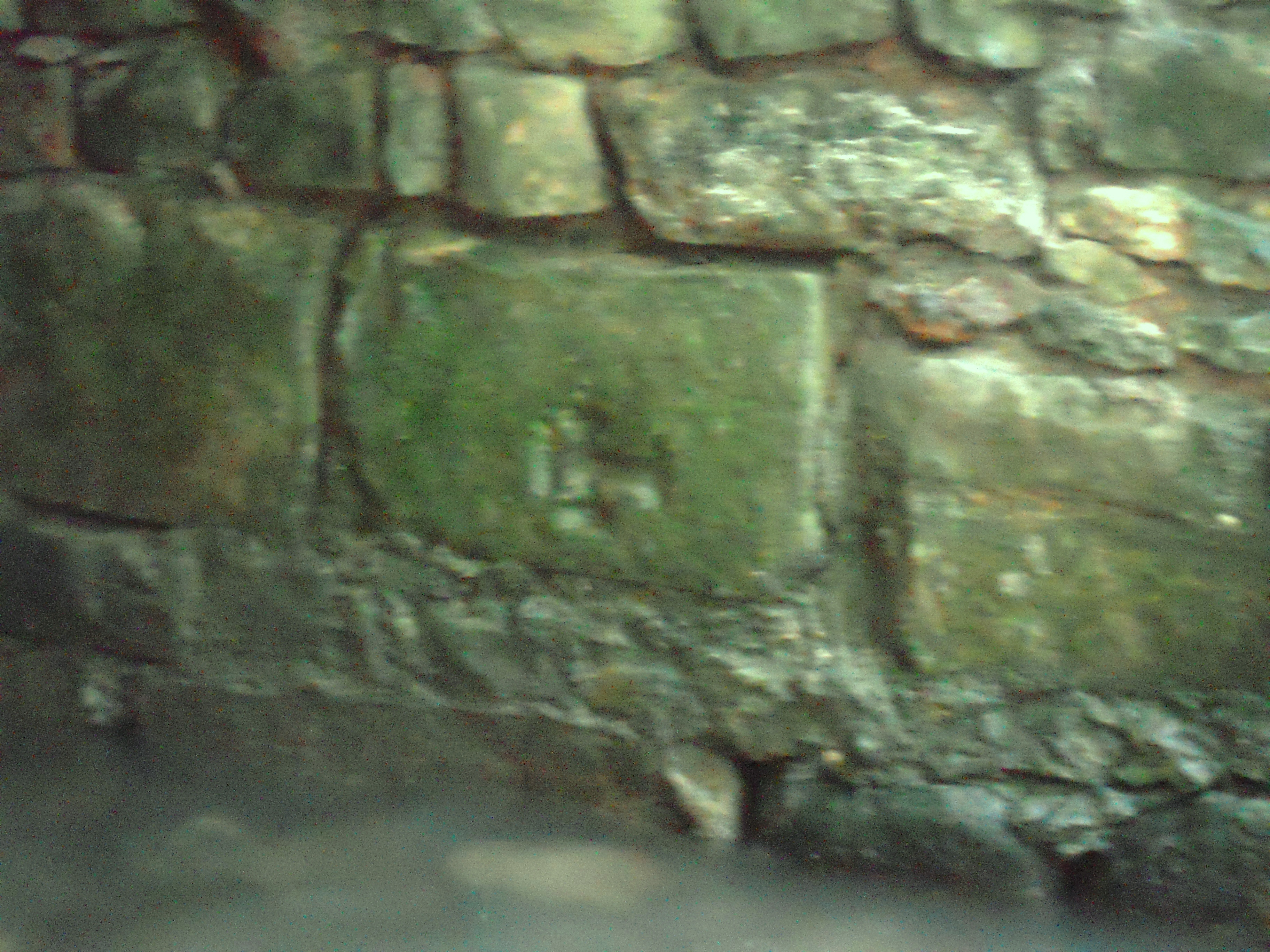
Croix potencée gravée à la base de l'arche principale
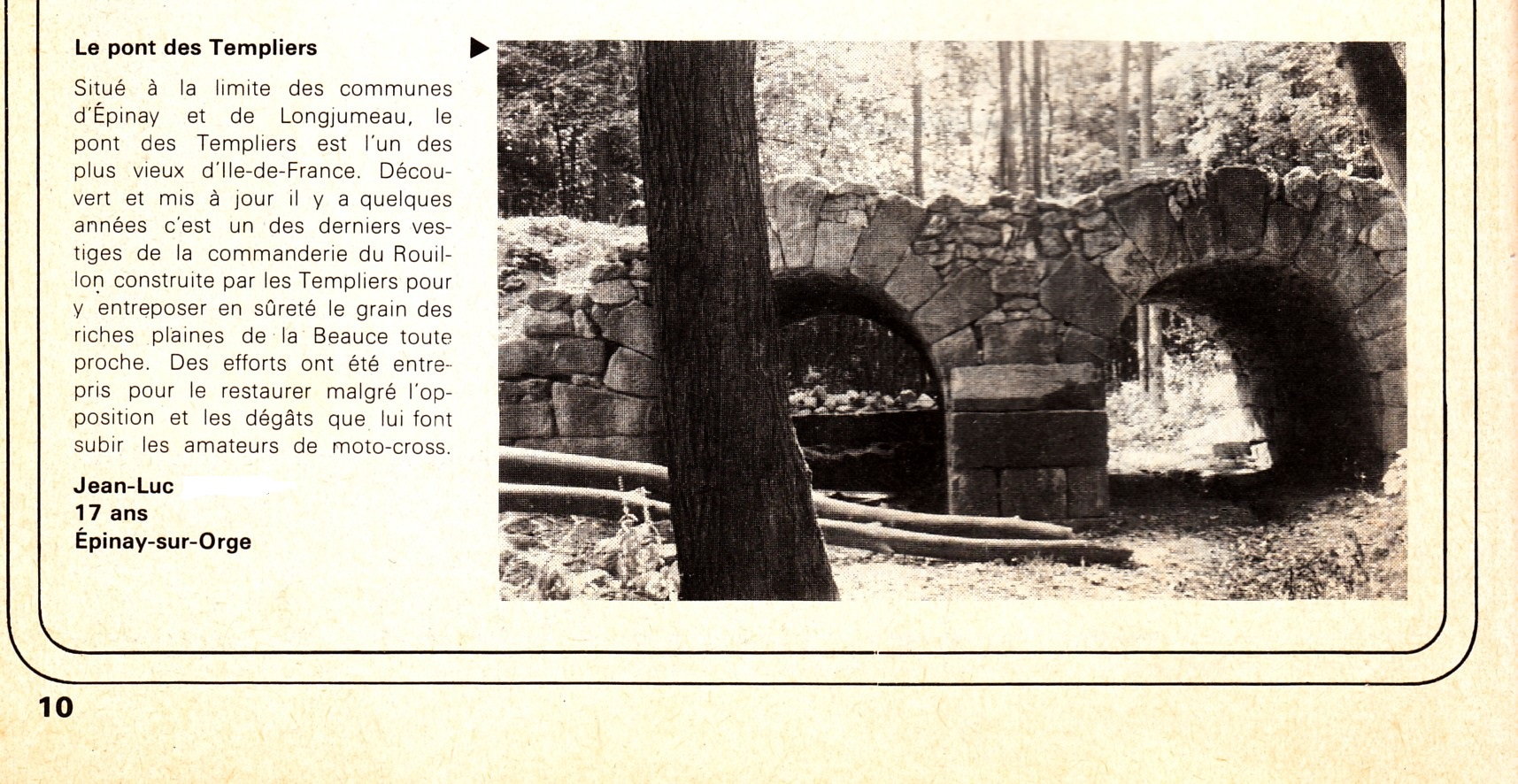
Le Pont des Templiers